# Henriette Haill
Henriette Haill (* 27. Juni 1904 in Linz; † 22. Februar 1996 ebenda) war eine österreichische Schriftstellerin.

## Leben
Henriette Haill (geb. Olzinger) wuchs als Tochter eines Zuckerbäckers und einer Köchin in ärmlichen Verhältnissen am Römerberg in Linz auf. Nach der Volks- und Bürgerschule arbeitete sie ab 1918 als Dienstmädchen und Kinderfrau, ab 1922 als Hilfsarbeiterin in einer Waffelfabrik und bis 1925 in einem kleinen metallverarbeitenden Betrieb. Eine 1920 begonnene Schneiderlehre musste sie abbrechen. 1922 wurde sie Mitglied des Kommunistischen Jugendverbandes (KJV), 1924 trat sie in die KPÖ ein. Mit ihrem Lebensgefährten und späteren Ehemann, dem gelernten Maschinenschlosser Hans Kerschbaumer, ging sie in den Sommermonaten der Jahre 1926 bis 1928 auf die Walz, die sie bis nach Deutschland führte. Nach dem Februar 1934 erfolgten bei ihr Hausdurchsuchungen. Nach ihrer Scheidung von Kerschbaumer (1938), der 1932 zum Besuch der Internationalen Lenin-Schule nach Moskau gegangen und danach in Wien an führender Stelle in der illegalen Parteiarbeit der KPÖ aktiv war, heiratete sie 1939 den gelernten Techniker Eugen Haill. Ab September 1944 tauchte sie gemeinsam mit ihrem Ehemann und ihren vier Kindern im Mühlviertel unter, wo sie das Kriegsende erlebten.
Haills Gesamtwerk umfasst ca. 1.500 Gedichte (davon 650 in Mundart und 750 in Schriftsprache) und 44 Erzählungen. Nur ein Teil davon liegt gedruckt vor. 1946 erschien ihr Gedichtband "Befreite Heimat" im Verlag der oberösterreichischen KPÖ. Es war vor allem ihr politisches Engagement und das auch im kulturellen Leben vorherrschende antikommunistische Klima, das die weitere Rezeption ihres Werks erschwerte. Eine breitere Anerkennung in der literarischen Öffentlichkeit erreichte Haill seit den 1960er Jahren. Als Mitglied der Mühlviertler Künstlergilde (seit den 1960er Jahren) und des Stelzhamerbundes (1972) wurde sie nun mehrmals zu Lesungen eingeladen. In deren Vereinszeitschriften – den Mühlviertler Heimatblättern und den Mitteilungen des Stelzhamerbundes – wurden ihre Gedichte gedruckt. 1991 erschien im Mühlviertler Verlag Edition Geschichte der Heimat ein Auswahlband ihrer Erzählungen, 1996 in einem Kleinverlag eine Auswahl aus dem gleichnamigen Gedichtzyklus "Straßenballade".
Verstärkt in den Blickpunkt der Öffentlichkeit gelangte Haill seit den 1990er Jahren durch den Einsatz des Schriftstellers Erich Hackl und durch eine 2006 erschienene Biographie Christine Roiters. Hackl schreibt: „Henriette Haill war in fünffacher Weise dazu bestimmt, von der literarischen Öffentlichkeit übersehen zu werden: aufgrund ihrer ärmlichen Herkunft; aufgrund ihrer kommunistischen Gesinnung; aufgrund ihrer Zuwendung zur geographischen wie sozialen Peripherie; aufgrund ihres Geschlechts; aufgrund ihrer Bescheidenheit.“
2011 wurde auf Beschluss des Linzer Gemeinderates im Stadtteil Pichling ein „Henriette-Haill-Weg“ benannt, nachdem zahlreiche Kulturschaffende eine dahingehende Initiative der Linzer KPÖ unterstützt hatten.
Ein paar Gedichte von Henriette Haill wurden vom Songpoeten Hans-Eckardt Wenzel zu Liedern vertont und 2008 auf seinem Musiklabel Matrosenblau veröffentlicht.

## Werke
- Befreite Heimat, Kampfgedichte und Friedenslieder. Linz: „Neue Zeit“-Verlag 1946
- Der vergessene Engel. Grünbach: Edition Geschichte der Heimat 1991, ISBN 3-900943-11-7
- Straßenballade. Auswahl und Nachwort [von] Erich Hackl. Mit Original-Holzschnitten von Christian Thanhäuser. Ottensheim/Donau: BuchWerkstatt Thanhäuser 1996, ISBN 3-900986-18-5
- zahlreiche Gedichte in den Mühlviertler Heimatblättern

### Vertonungen
- Hans-Eckardt Wenzel: Straßenballade – Wenzel singt Henriette Haill, Matrosenblau, 2008, ISBN 978-3-941155-00-8 (mit 1 Booklet: 12 S.)